# Meta maculata
Meta maculata is een spinnensoort in de taxonomische indeling van de strekspinnen.
Het dier behoort tot het geslacht Meta. De wetenschappelijke naam van de soort werd voor het eerst geldig gepubliceerd in 1865 door Blackwall.